# Gruiu
Gruiu là một xã thuộc hạt Ilfov, România. Dân số thời điểm năm 2002 là 7105 người.